# Груневауд, Дик
Дирк (Дик) Груневауд (нидерл. Dirk "Dick" Groenewoud; 13 ноября 1919, Амстердам — 2002) — нидерландский футболист, игравший на позиции левого полусреднего нападающего, выступал за амстердамские команды ДВС и «Аякс».

## Спортивная карьера
В 1930-х годах вступил в футбольный клуб «Аякс» в качестве кандидата, а летом 1936 года был переведён в юниоры. Его братья Хендрик и Ян тоже были в системе клуба, но в первой команде не играли. В декабре 1937 года Дик запросил перевод в клуб ДВС. В новой команде дебютировал 18 августа 1938 года в товарищеском матче с «Харлемом» и забил два гола во втором тайме. 28 августа отметился голом в ворота «Зебюргии» в матче первого раунда Кубка АРОЛ.

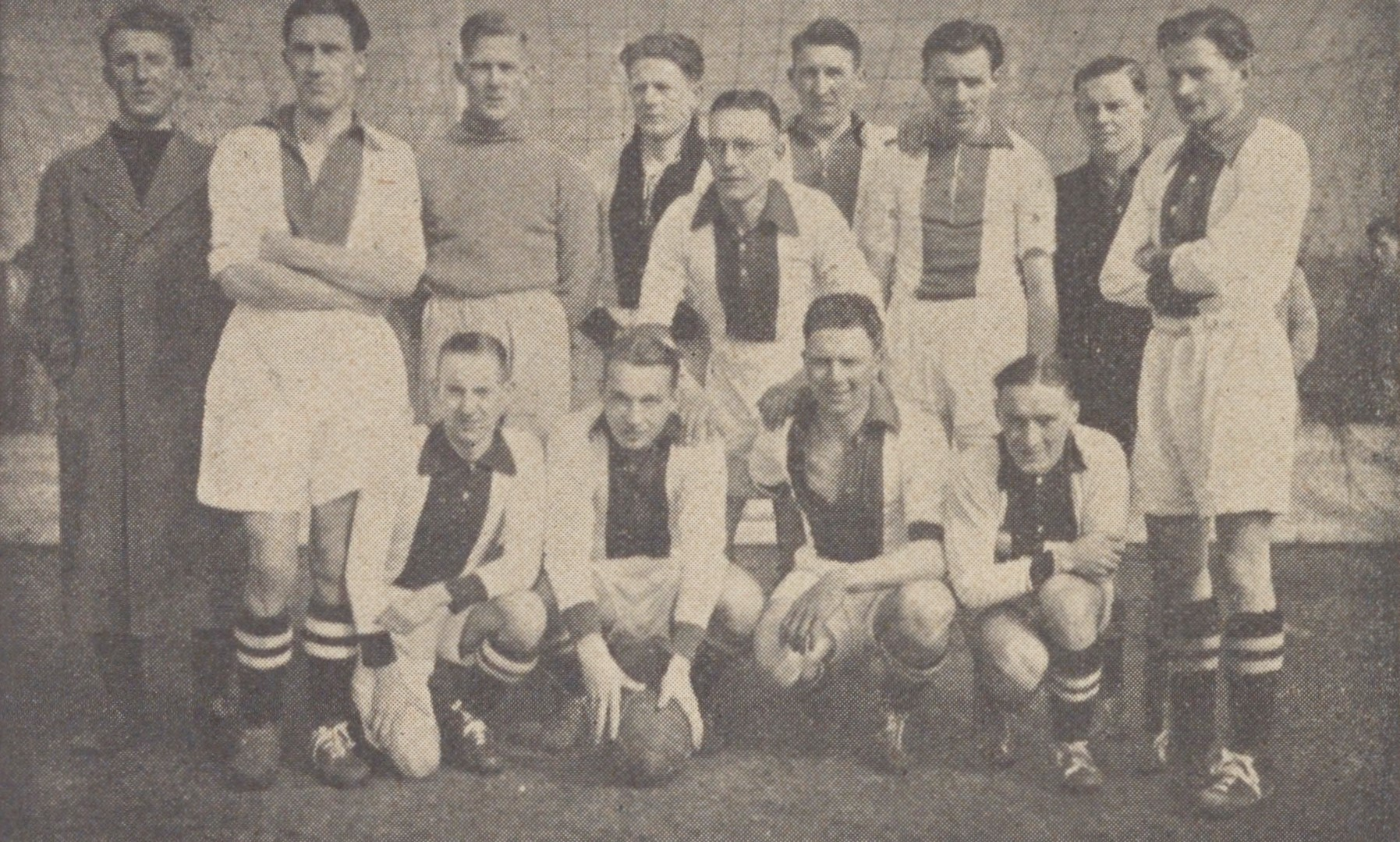
Игроки резервной команды «Аякс 2» в 1941 году — Груневауд второй слева в нижнем ряду

В декабре 1939 года подал запрос на возвращение в «Аякс» и уже летом 1940 года получил разрешение. В составе клуба дебютировал 22 сентября 1940 года в матче чемпионата Нидерландов против роттердамского клуба СВВ, сыграв на позиции левого полусреднего нападающего. В первом тайме Дик отдал голевой пас на Криса Аккермана — встреча на домашнем стадионе «Де Мер» завершилась победой амстердамцев со счётом 5:1. В следующем туре отметился голом в матче с ДОС, позволив своей команде одержать вторую крупную победу подряд на старте чемпионата. В дебютном сезоне забил 2 гола в 15 матчах чемпионата. «Аякс» по итогам сезона занял второе место в своей западной группе и не смог выйти в финальную часть чемпионата Нидерландов.
В сентябре 1941 года сыграл один матч на турнире Кубок АРОЛ, заменив в стартовом составе Йопа Корндёрфера, но в течение сезона не принимал участия в матчах чемпионата. В начале сезона 1942/43 он вновь сыграл на турнире Кубок АРОЛ, выйдя в стартовом составе в полуфинале против АФК. По сравнению с четвертьфиналом, в линии нападения у «Аякса» было два изменения — вместо Гюса Дрегера и Тео Брокманна на поле появились Геррит Ньивкамп и Груневауд. По оценке издания Het Nationale Dagblad, подобная замена не принесла желаемого улучшения. Основное время матча закончилось ничьей, а в серии пенальти АФК одержал победу со счётом 1:3. 18 октября 1942 года вышел в стартовом составе «Аякса» в матче с «Блау-Витом», а в следующем туре против «Харлема» провёл свою последнюю игру за клуб в рамках чемпионата страны. В дальнейшем продолжал играть за резервные команды «Аякса», а в 1953 году покинул клуб.

## Личная жизнь
Отец — Йохан Груневауд, мать — Сара Грим. Родители были родом из Амстердама, они поженились в марте 1917 года — на момент женитьбы отец работал уличным мастером. В их семье было ещё восемь детей: трое дочерей и пятеро сыновей.
Женился в возрасте двадцати пяти лет — его супругой стала 22-летняя Антье (Энни) Верманинг, уроженка Амстердама. Их брак был зарегистрирован 23 ноября 1944 года в Амстердаме. У пары родилось двое детей: дочь Марджори и сын Паул. С октября 1976 года проживал в Аудер-Амстеле.
Умер в 2002 году в возрасте 83 лет.